# Gianfrancesco Paternò
Giovanni Francesco Paternò de Podio, barone di Raddusa, detto Gianfrancesco (fine del XV secolo – dopo il 1532), è stato un nobile, politico e militare italiano del XVI secolo, capostipite dei Paternò di Raddusa, un ramo del Casato dei Paternò.

## Biografia
Nacque presumibilmente alla fine del XV secolo da Gualtiero, III barone di metà Imbaccari, e dalla di lui prima consorte la nobildonna Giovanna de Podio, di cui era unico figlio. Il 3 agosto 1500, per donazione fattagli dal padre, si investì della baronia di metà Imbaccari; sposò la nobildonna Vincenza Fessima, unica figlia ed erede di Antonio, III barone di Raddusa, che gli portò in dote il feudo Raddusa in territorio di Aidone, di cui venne investito il 7 ottobre 1503 maritali nomine e quale padre, tutore e legittimo amministratore del loro unico figlio Brandano.
Capitano di Catania nel 1498-99, prese parte alla spedizione aragonese per la conquista del Regno di Napoli, e combatté in Calabria dove fu preso prigioniero da Giacomo Sanseverino, conte di Mileto. Ritornato in patria, nel 1508 fu nuovamente capitano di Catania, ed ebbe anche la nomina a capitano d'armi, con l'incarico di combattere gruppi di banditi che infestavano il Regno, con facoltà di arruolare quanti uomini volesse, e col diritto a far proprio il bottino di guerra. Nel 1511, Paternò fu inviato a Tripoli quale ispettore delle regie truppe.
Nel 1516, fu di nuovo capitano di Catania, però venne subito sostituito nella carica da Giovanni Gioeni. In quell'anno in Sicilia scoppiò la rivolta contro il viceré Hugo de Moncada, e in questa occasione il Barone di Raddusa capeggiò il tumulto popolare di Catania. A capo di una compagnia di ventura, con l'arrivo in Sicilia di Ettore Pignatelli, duca di Monteleone nominato nuovo viceré dell'isola, con i suoi uomini abbandonò Catania per recarsi prima a Lentini e poi a Militello. Intanto a Palermo, il 24 luglio 1517, scoppiò un nuovo tumulto popolare capeggiato da Giovan Luca Squarcialupo, e il Paternò si organizzò per attaccare Catania, città alla cui difesa vi era Antonio Moncada, conte di Adernò. Egli, rafforzato dalle circostanze, cercò di raggiungere un accordo favorevole con la parte avversa, che si dimostrò propensa a trattare, servendosi del vescovo Gaspare Ponz. Non appena ricevettero gli aiuti sperati, i capi della fazione contraria a Gianfrancesco si barricarono nella città, armandone le mura. Il 21 agosto, Paternò e i suoi uomini sbarcarono ad Aci nel suo castello di proprietà, e in seguito riuscirono a penetrare in Catania, dove furono accolti dalla plebe locale, e compirono numerosi saccheggi e distruzioni. Impadronitosi di Catania, ne assunse il governo in nome dell'Imperatore Carlo e della Regina Giovanna.
Diversi mesi più tardi, il Viceré Pignatelli inviò a Catania un grande numero di armati per insediarvi il nuovo capitano Raimondo Bonajuto, e il Paternò preferì, anche questa volta, allontanarsi dalla città, seguito da parenti, amici e da un buon numero di armati. L'esercito viceregio una volta giunto in città distrusse tutte le case del Barone di Raddusa. In seguito fu nelle Fiandre, dove fu condottiero negli eserciti dell'imperatore Carlo V d'Asburgo nelle guerre contro il re Francesco I di Francia, ottenendo di essere armato, dallo stesso imperatore, cavaliere del Cingolo militare e Sperone d'oro, con diploma dato il 23 ottobre 1520.
Tornato in Sicilia, poiché non gradito al Viceré Pignatelli, questi lo inviò a Malta, dove fu capitano d'armi e di guerra, che esercitò con il conferimento di ogni potere, civile e criminale, col mero e misto imperio, dal 1529 al 1532.